# Jurij Ilnicki
Jurij Wasiljewicz Ilnicki, Jurij Wasylowicz Ilnicki (ros. Ю́рий Васи́льевич Ильницкий, ukr. Юрій Васильович Ільницький, ur. 1924 we wsi Roztoka w ówczesnej Czechosłowacji, zm. 2016) – działacz partyjny Ukraińskiej SRR.

## Życiorys
W latach 1939–1945 pracował w gospodarstwie wiejskim, 1945 został członkiem WKP(b), w latach 1947–1948 był instruktorem Wołowskiego Komitetu Okręgowego Ukrainy w obwodzie zakarpackim. Od 1948 był II sekretarzem, potem do 1951 I sekretarzem Wołowskiego Komitetu Okręgowego KP(b)U, a 1951–1954 słuchaczem Wyższej Szkoły Partyjnej przy KC KP(b)U/KPU. W 1954 był inspektorem KC KPU, w latach 1954–1957 sekretarzem Zakarpackiego Komitetu Obwodowego KPU, a 1957-1959 I sekretarzem Komitetu Miejskiego KPU w Użhorodzie. Od 1959 do marca 1962 był II sekretarzem Zakarpackiego Komitetu Obwodowego KPU, od 30 września 1961 do 10 lutego 1981 członkiem KC KPU, a od marca 1962 do 2 grudnia 1980 I sekretarzem Zakarpackiego Komitetu Obwodowego KPU. Był deputowanym do Rady Najwyższej ZSRR 6. kadencji.